# Campeonato Mundial de Ciclismo en Ruta de 1985
El Campeonato del mundo de ciclismo en ruta de 1985 se celebró en la ciudad italiana de Giavera del Montello del 29 de agosto al 1 de septiembre de 1985. 

## Resultados
| Evento                     | Oro                                                                           | Oro        | Plata                                                             | Plata | Bronce                                                                         | Bronce |
| -------------------------- | ----------------------------------------------------------------------------- | ---------- | ----------------------------------------------------------------- | ----- | ------------------------------------------------------------------------------ | ------ |
| Pruebas masculinas         |                                                                               |            |                                                                   |       |                                                                                |        |
| Hombres - carrera en línea | Joop Zoetemelk · Países Bajos                                                 | 6.26'38"   | Greg LeMond Estados Unidos                                        | + 3"  | Moreno Argentin · Italia                                                       | + 3"   |
| Contrerreloj por equipos   | Unión Soviética Vassili Jdanov Viktor Klimov Igor Sumnikov Alexandre Zinoviev | -          | Checoslovaquia Vladimir Hruza Milan Jurčo Michal Klasa Milan Kren | -     | Italia · Marcello Bartalini · Massimo Podenzana · Eros Poli · Claudio Vandelli | -      |
| Amateur - carrera en línea | Lech Piasecki · Polonia                                                       | 4h 18' 39" | Johnny Weltz Dinamarca                                            | -     | Franck Van De Vijver · Bélgica                                                 | -      |
| Pruebas femeninas          |                                                                               |            |                                                                   |       |                                                                                |        |
| Mujeres - carrera en línea | Jeannie Longo Francia                                                         | 1h 53' 10" | Maria Canins · Italia                                             | + 47" | Sandra Schumacher Alemania Occidental                                          | + 47"  |